# Eisfabrik (Berlin-Mitte)

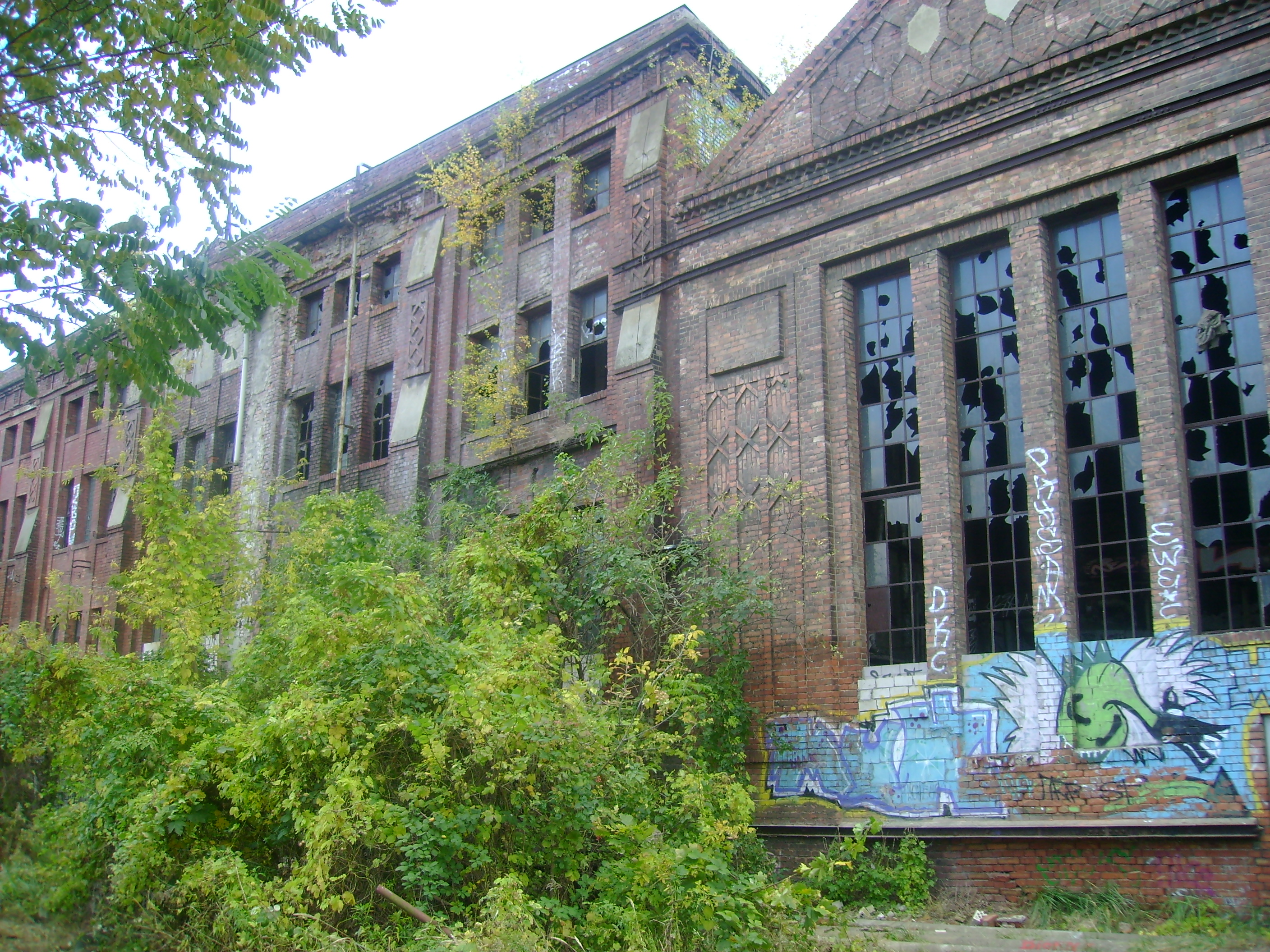
Die Eisfabrik in Berlin-Mitte

Die Eisfabrik der Norddeutschen Eiswerke AG in der ehemaligen Luisenstadt im Berliner Ortsteil Mitte des gleichnamigen Bezirks gehört zu den ältesten noch erhaltenen Eisfabriken in Deutschland. Der Betrieb wurde erst 1995 eingestellt. Seitdem steht das Gelände an der Spree in der Köpenicker Straße 40/41 leer. Obwohl das Fabrikgebäude denkmalgeschützt ist, sollte sie abgerissen werden. Doch bis zum Jahr 2023 ließ das Bezirksamt die Fabrik baulich sanieren.

## Gebäude und Inventar

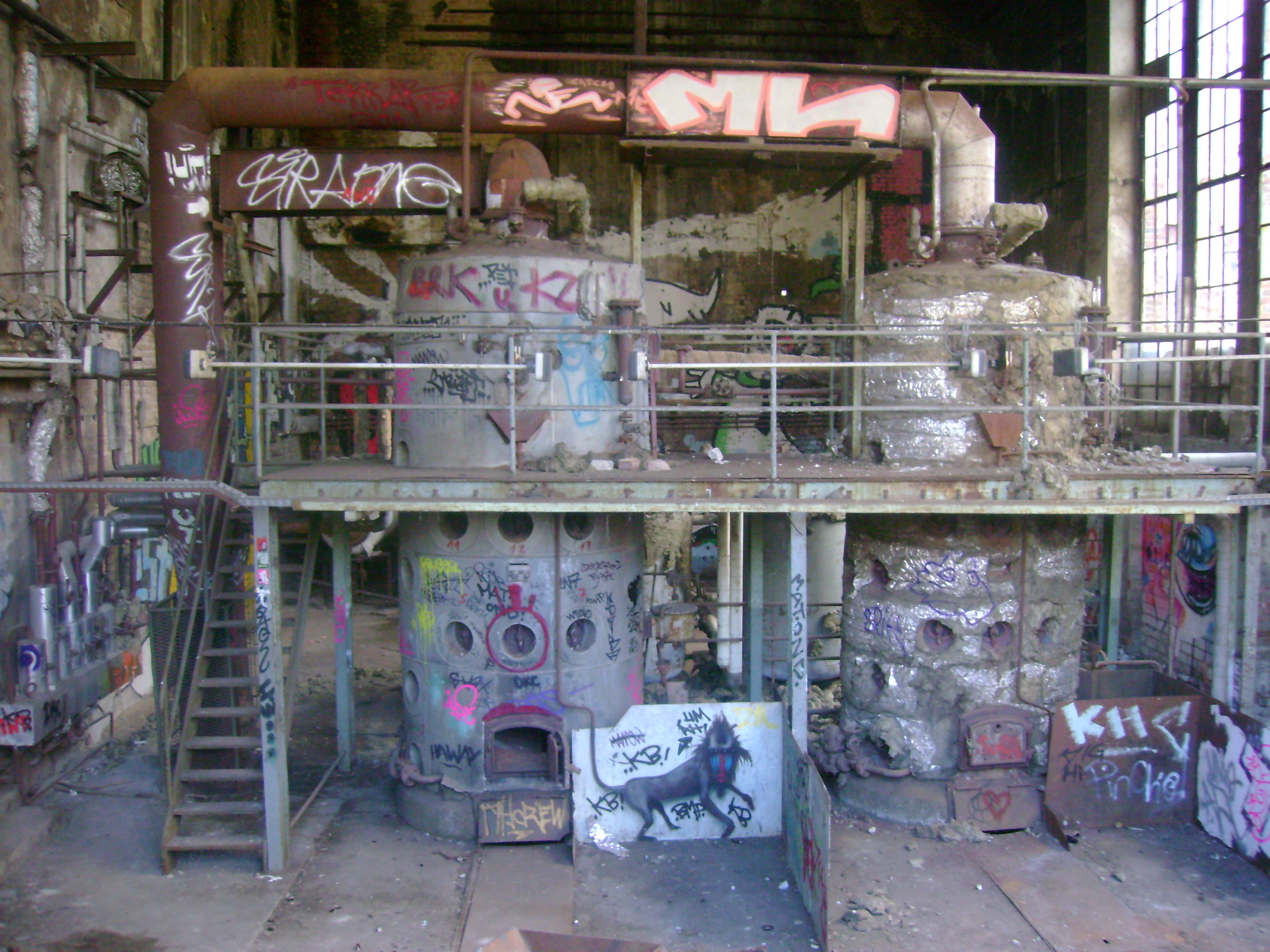
Kesselhaus

Die 11.000 Quadratmeter große Gesamtanlage der Norddeutschen Eiswerke AG von Carl Bolle besteht aus zwei Höfen mit Wohn- und Fabrikanlage. Die Eismaschine wurde 1914 von der Linde AG gefertigt, für die auch Rudolf Diesel in Berlin tätig war. Das 1913/1914 errichtete Kessel- und Maschinenhaus besitzt eine klare, neoklassizistische Ziegelarchitektur nach dem Vorbild der frühen Moderne. Es zeichnet sich durch einen tempelartig ausgebildeten Giebel aus, der zahlreiche Dekorationselemente aus Ziegeln bildet. Zur Eisfabrik gehören auch mehrere Kühlhäuser, die zur Dämmung mit 15 cm dickem Kork zwischen den Wänden ausgestattet sind.
An der Straßenseite befindet sich ein Wohngebäude, dessen rechter Teil im Zweiten Weltkrieg zerstört wurde und mittlerweile durch einen Neubau ersetzt worden ist. Der noch erhaltene Altbau steht als Teil der Gesamtanlage ebenfalls unter Denkmalschutz und ist saniert worden. Es wird kolportiert, dass sich an der Fassade ein Eisbär befunden haben soll. Dafür spricht, dass sich zwei Häuser weiter ein Restaurant mit dem Namen Zum Eisbär befand.

## Lage
Die Anlage befindet sich im Grenzgebiet zu den Ortsteilen Friedrichshain und Kreuzberg in der Köpenicker Straße 40/41 neben einer Brache und der ver.di-Bundeszentrale an der Schillingbrücke direkt am Spreeufer. Das Grundstück liegt somit im Verwaltungsbereich des Vereins Mediaspree. Auf der anderen Straßenseite befindet sich direkt gegenüber das Hausprojekt Köpi.
Die Fabrik stellt den Teil einer gewerblich geprägten Bebauung dar, die sich bandartig auf den Grundstücken zwischen Spree und Köpenicker Straße erstreckt, auf denen sich bereits im 18. Jahrhundert mehrere Holzlagerplätze und Holzmärkte angesiedelt hatten.
Seit 1961 befand sich die Eisfabrik bis zur politischen Wende mit ihrem Sitz am Uferbereich direkt im Grenzgebiet zwischen Ost- und West-Berlin.

## Geschichte

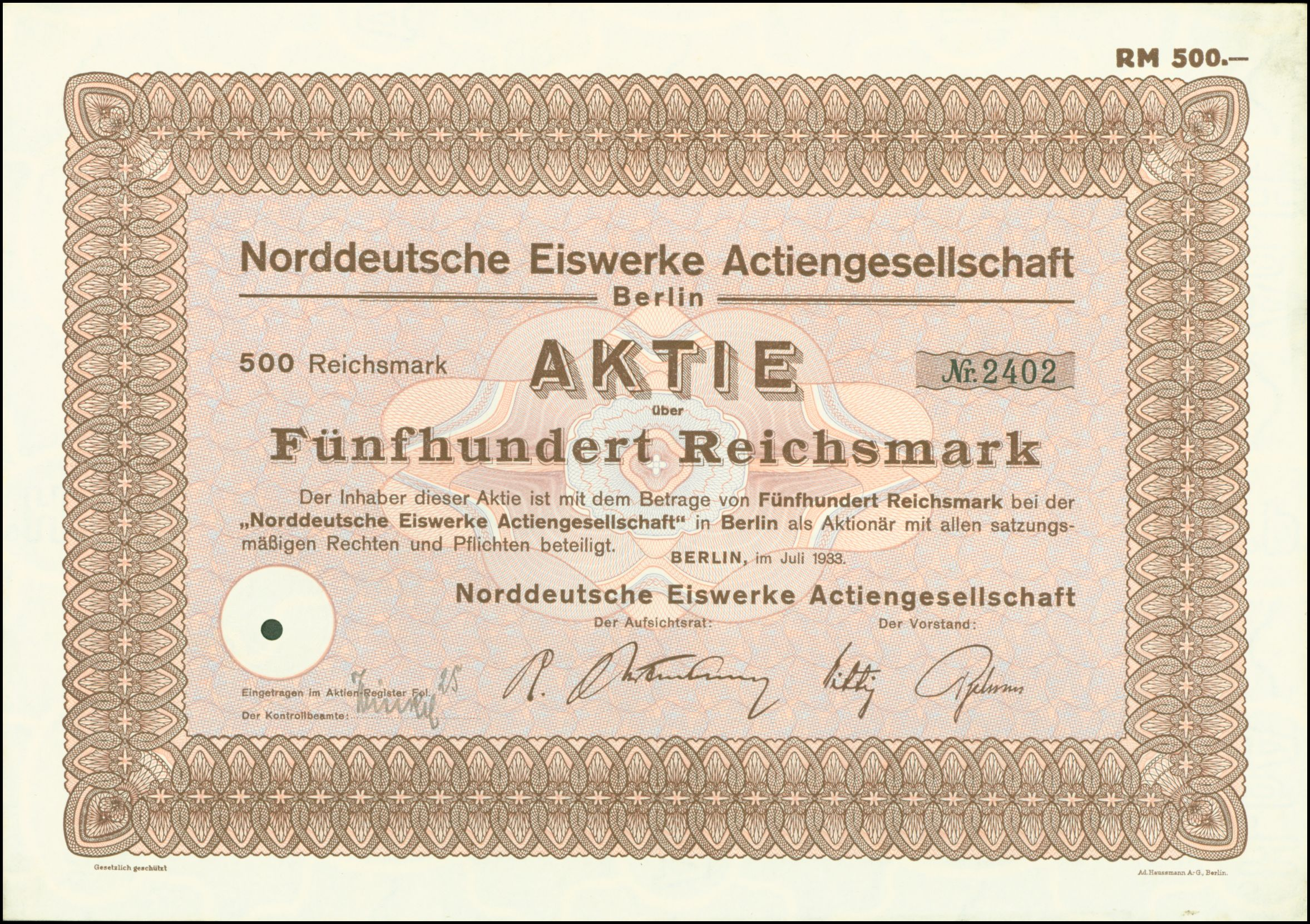
Aktie über 500 RM der Norddeutschen Eiswerke AG vom Juli 1933

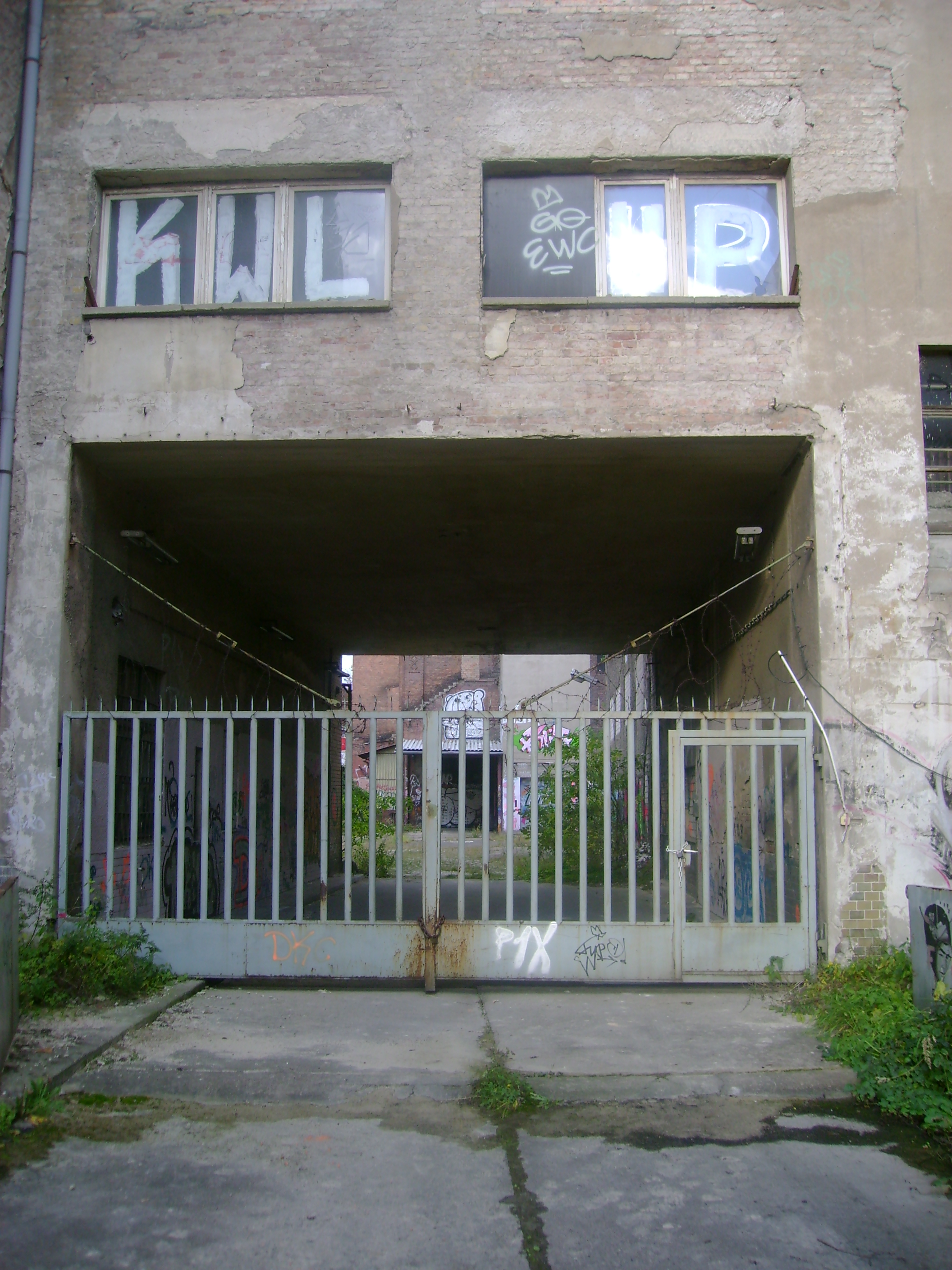
Einfahrt

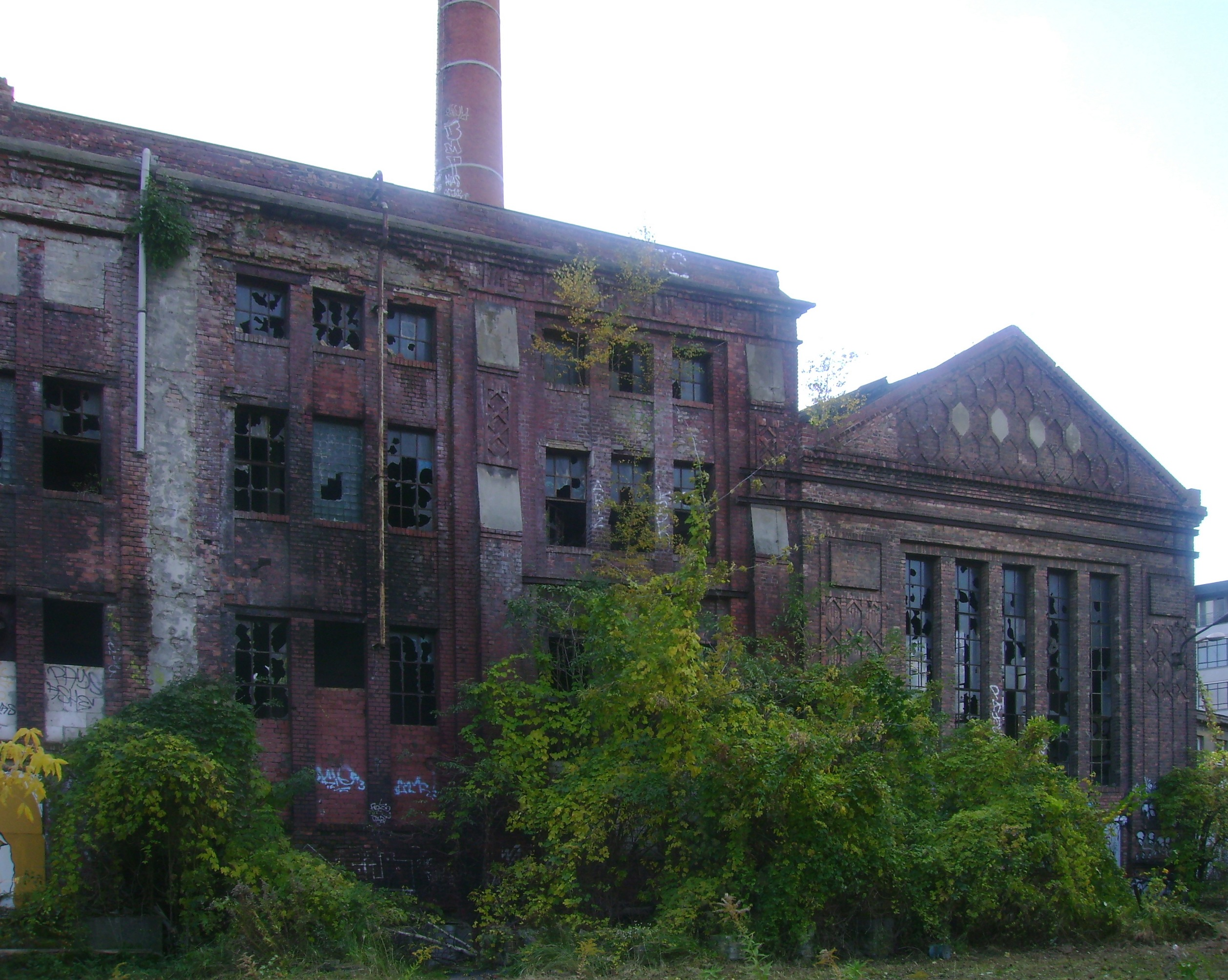
Fassade

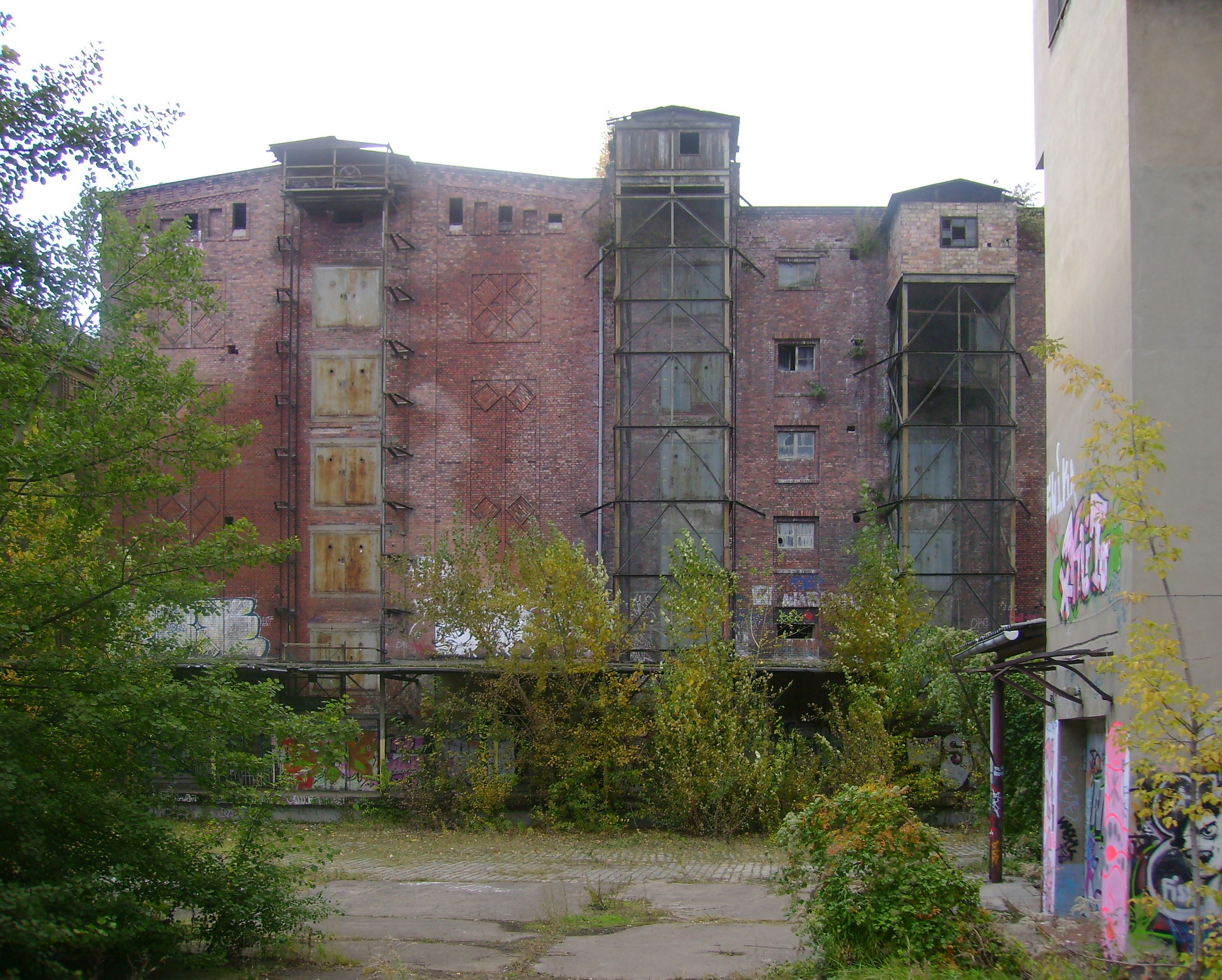
Innenhof

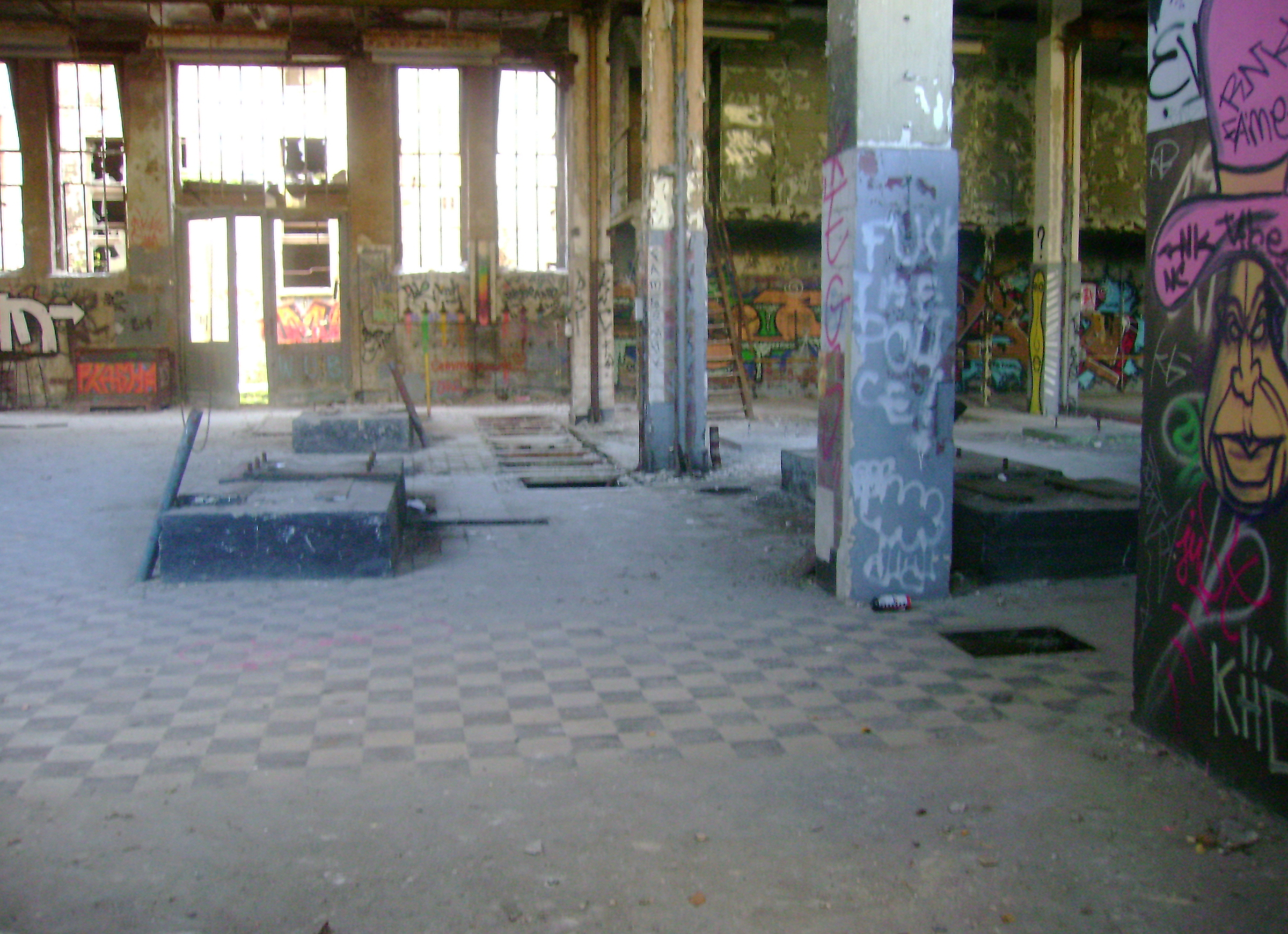
Maschinenhaus

### 1870er Jahre: Gründung und Produktionsbeginn
Am 2. September 1872 gründete Carl Bolle die Norddeutsche Eiswerke AG und sämtliche Bolle-Eiswerke gingen in deren Besitz über. Bolle erwarb 1893 das Spreegrundstück an der Köpenicker Straße am alten Berliner Holzmarkt und ließ hier ab 1896 künstliches Eis produzieren. Unter der Leitung des Bauunternehmers Albert Biebendt wurde 1909/1910 die zwei Höfe umfassende Wohn- und Fabrikanlage zur Kunsteisproduktion errichtet. Im Jahr 1914 kam eine in der Maschinenfabrik und Eisengießerei Linde entwickelte und hergestellte Eismaschine zum Einsatz. Damit konnte der Ausstoß vervielfältigt werden, was für die wachsende Stadt Berlin von großer Bedeutung war. Da in Privathaushalten keine elektrischen oder gasbetriebenen Kühlschränke existierten, wurde das Eis in Stangen von etwa 20 cm × 20 cm bei bis zu 1,50 Meter Länge an Brauereien, Kneipen, Haushalte, Obsthandlungen usw. geliefert. Die Milch auf den Wagen der Meierei C. Bolle wurde mit Stangeneis gekühlt, eine Praxis, die noch bis Ende der 1970er Jahre angewandt wurde.

### 1913 bis 1945
Bei Umbauarbeiten in der Eisfabrik in den Jahren 1913/1914, 1916 und 1921/1922 wurden zunächst die noch heute vorhandene Eismaschine, sowie drei Kühlhäuser und das Kessel- und Maschinenhaus errichtet. Die Norddeutschen Eiswerke gerieten 1914 in die Schlagzeilen, als zwei Maurer beim Schornsteinbau der Eisfabrik vom Gerüst stürzten.
Nach der Zuschüttung des Luisenstädtischen Kanals 1926 sollte nach den Wünschen des Stadtgartendirektors Erwin Barth am Engelbecken ein an den Tempel Taj Mahal angelehnter indischer Garten mit Palmen entstehen. Der Plan sah vor, dass das warme Kühlwasser aus der Eisfabrik einen indischen Teich speiste. Später entstand jedoch die Idee, an jener Stelle ein Volksbad zu errichten, was nicht umgesetzt wurde, da zahlreiche Katholiken dagegen protestierten. Ausgehend von der ursprünglichen Idee wurde lediglich der noch heute im Rosengarten stehende Indische Brunnen erbaut.
Am Ende des Zweiten Weltkriegs, 1945 zerstörten Bomben eines der beiden Wohnhäuser der Fabrik.

### Mai 1945 bis 1991
Der Betrieb des Unternehmens wurde im Mai 1945 unter Zwangsverwaltung gestellt und bis 1948 treuhänderisch vom Verband der Berliner Konsumgenossenschaften verwaltet. Um 1949/1950 war die Norddeutsche Eiswerke AG Pachtbetrieb des Konsum, der 1951 neuer Rechtsträger wurde. Zum 1. Januar 1952 wurde der Betrieb unter dem Namen VEB Kühlhaus Süd-Ost volkseigen. Die Produktion musste im selben Jahr auf Grund sinkenden Bedarfs von Stangeneis von jährlich 240 Tonnen auf 120 Tonnen und 1962 weiter auf 60 Tonnen reduziert werden. Die Norddeutsche Eiswerke AG zog 1977 nach Hamburg, 1986 wurde sie aufgelöst und von Amts wegen gelöscht.
Mit der Wiedervereinigung 1990 wurde der verbliebene Betrieb eine Filiale der Berliner Kühlhaus GmbH. Die Produktion von Stangeneis wurde im Oktober des Folgejahres eingestellt.

### Nachnutzungs- und Abrisspläne
Bei den Vorbereitungen des geplanten Abrisses kam es 1995 zu einem Brand. Ein Seitenflügel des Wohnhauses wurde dabei unbewohnbar und steht seitdem leer, abgebrannte Dächer auf den Kühlhäusern blieben mehrere Jahre lang unrepariert.
Die Berliner Kühlhaus GmbH gab 1995 den Betrieb an der Köpenicker Straße auf und die Treuhand Liegenschaftsgesellschaft (TLG) übernahm komplett die Verwaltung des Objekts.
Der Architekt Ivan Reimann plant seit 2005 im Rahmen des Mediaspreeprojekts trotz Denkmalschutz den Abriss des Gebäudes und einen Neubau aus Glas. Von der Eisfabrik sollen planmäßig nur das zur Straße gelegene Wohnhaus und der Seitenflügel stehen bleiben.
Das Bezirksamt Mitte ist laut eigener Aussage an dem Erhalt der denkmalgeschützten Eisfabrik interessiert. Den Aufforderungen zur Instandhaltungspflicht begegnete die TLG mit dem Rechtsbehelf des Widerspruchs. Dieser wurde jedoch abgelehnt. Anfang 2008 setzte die TLG an einigen Gebäuden die Instandhaltungsaufforderungen um.
Im Jahr 2007 legte der Architekt Gerhard Spangenberg einen denkmalgerechter Entwurf für die öffentliche Nutzung der Eisfabrik vor, für den es einen Investor gab. Die TLG lehnte den Entwurf jedoch ab.
Die Gebäude des Geländes sind stark der Verwitterung ausgesetzt und intensiv mit Graffiti besprüht. Am 28. Mai 2007 wurden durch einen Sturm weitere Schäden an den Dächern verursacht. Die Schäden am Dach des Kühlhauses griffen kurz darauf von außen sichtbar auf den bewohnten Seitenflügel über, wurden aber im August desselben Jahres behoben. Seit dem 13. Oktober 2007 setzt die TLG wieder ganztägig einen Wachschutz auf dem Gelände der Eisfabrik ein. Ende 2007 versprach die Gesellschaft eine denkmalgerechte Entwicklung des Geländes.
Im Juli 2008 verkaufte die TLG einen Teil des Grundstücks mit Kesselhaus, Maschinenhaus und Eiserzeugungsanlage an der Spree.
Im April 2010 brach im Dachstuhl eines Gebäudes ein Brand aus, nachdem dort eine illegale Party stattgefunden hatte. Er wurde innerhalb von 45 Minuten gelöscht.
Im Mai 2010 begann die TLG mit dem technischen Rückbau der bis dato ältesten erhaltenen Hochkühlhäusern Europas, der Abriss war Anfang November 2010 abgeschlossen. Örtliche Initiativen, aber auch bundesweit organisierte Verbände wie der Bund Deutscher Architekten, die Bundesstiftung Baukultur, Bundespolitiker von CDU, SPD und den Grünen hatten sich an die TLG gewandt, um den Abriss zu stoppen. Es gab wiederum einen Investor, der die Gebäude erhalten wollte, aber die TLG wollte das Gelände selber entwickeln.

### Initiative zum Erhalt der Eisfabrik
Die Initiative zum Erhalt der Eisfabrik protestierte gemeinsam mit dem Bürgerzusammenschluss Mediaspree versenken! und beispielsweise auf Demonstrationen wie der Fuckparade gegen den geplanten Abriss und fordert stattdessen eine architekturbetonte Sanierung nach Denkmalschutzbestimmungen. Die alternativen Bauvorschläge sehen eine gewerbliche Nutzung der Kühlhäuser vor und eine öffentliche Zugänglichkeit zum Maschinenhaus vom Spreeweg aus. Im Hof der Fabrik soll ein Restaurant entstehen.
Befürworter dieser Lösung haben bereits mehrmals Transparente an der straßenseitigen Hausfassade befestigt, die jedoch nur kurze Zeit hängen blieben. Darauf war beispielsweise zu lesen „Die Eisfabrik ist auch am Tag des offenen Denkmals nicht zu besichtigen“ (September 2007) oder „Kein Abriss der Eisfabrik“ (Oktober 2007) und dem Motiv eines Eisbären.
Die Initiative wirft der TLG vor, das Gelände stark vernachlässigt und somit zur Verwitterung beigetragen zu haben. Der Zustand der Gebäude sei jedoch noch nicht so schlecht, dass der Abriss unumgänglich wäre.

### Obdachlosenunterkunft und Sanierung
Bis Dezember 2013 hatten sich einige rumänische und bulgarische Obdachlose in den leerstehenden Gebäuden illegal Unterkünfte eingerichtet. Am 18. Oktober 2013 hatte die Telamon GmbH als neue Eigentümerin der Eisfabrik beim Bezirk Mitte den Antrag gestellt, die Bewohner in Obdachlosenunterkünften unterzubringen. Das Verwaltungsgericht bestätigte diesen Anspruch.
Nachdem im Dezember 2013 Polizisten die Zwangsräumung durchgeführt hatten, organisierte der Eigentümer ab 27. Dezember 2013 einen Wachschutz, der eine Wiederkehr der illegalen Bewohner dauerhaft verhindern soll.
Seit 2017 werden die Gebäude saniert. Unter dem Namen Eiswerk plante der Immobilienentwickler Trockland auf dem Grundstück eine Mischung aus Wohnen, Gewerbe sowie kultur- und kreativwirtschaftlicher Nutzung sowie einer Tiefgarage zu realisieren. Bei Bauarbeiten kam es im Dezember 2018 zu einem Brand, der den Dachstuhl eines Hauses des Industriekomplexes vollständig zerstört hat. Der Investor gilt allerdings, aufgrund seiner Nähe zur Familie eines ehemaligen turkmenischen Despoten, als umstritten. Als einer der neuen Mieter der Eisfabrik konnte das Unternehmen Techspace aus Großbritannien gewonnen werden. Das Unternehmen plant auf rund 4.400 m² Mietfläche einen Workspace-Standort. Der Techspace Innovationscampus wurde am 11. November 2020 eröffnet.
Anfang 2023 konnten die Arbeiten auf dem Gelände und anden Gebäudenb abgeschlossen werden: Ein ehemaliges Kühlhaus wurde in Büroflächen umgewandelt und ein mehrflügliges neues Wohngebäude errichtet. Das Gebäude der Eisfabrik selbst wurde denkmalgerecht renoviert und ergänzt den Komplex optisch. Die Erschließung des angrenzen Spreeufers durch einen Uferweg, welcher das Gelände auch von dieser Seite zugänglich machen soll, steht noch aus.[veraltet]